# Montell Griffin
Montell Griffin (ur. 6 czerwca 1970 w Chicago) – amerykański bokser.
Pierwszym sukcesem Griffina w boksie zawodowym było zwycięstwo nad Jamesem Toneyem 18 lutego 1995 roku i zdobycie tytułu interkontynentalnego mistrza świata organizacji IBF w wadze półciężkiej. Po kilku wygranych walkach wywalczył pas mało znanej organizacji WBU. 21 marca 1997 roku pokonał przez dyskwalifikację słynnego Roya Jonesa Jr. i zdobył tytuł mistrza organizacji WBC. W tym samym roku 7 sierpnia stracił ten tytuł na rzecz Roya Jonesa Jr. przez nokaut w pierwszej rundzie. W roku 1999 stanął przed szansą zdobycia tytułu WBO w wadze półciężkiej. W Bremie został pokonany jednak przez Dariusza Michalczewskiego w czwartej rundzie. 5 maja 2005 roku przegrał z Julio Cesarem Gonzalezem prawo do walki o mistrzostwo świata organizacji IBF.